# 1253 Frisia
1253 Frisia è un asteroide della fascia principale del diametro medio di circa 26 km. Scoperto nel 1931, presenta un'orbita caratterizzata da un semiasse maggiore pari a 3,1560095 UA e da un'eccentricità di 0,2154343, inclinata di 1,34966° rispetto all'eclittica.
Il suo nome fa riferimento alla provincia della Frisia, nei Paesi Bassi.